# Субпрефектура Се
Субпрефектура Се (порт. Subprefeitura da Sé) — одна из 31 субпрефектур города Сан-Паулу, размещена в центральной части города. Общая площадь 26,2 км². Численность населения — 346 512 жителей.
В составе субпрефектуры Се 8 округов:
- Се (округ Сан-Паулу (Sé)
- Бела-Виста (Bela Vista)
- Бон-Ретиру (Bom Retiro)
- Камбуси (Cambuci)
- Консоласан (Consolação)
- Либердади (Liberdade)
- Република (República)
- Санта-Сесилия (Santa Cecília)